# 6670 Wallach
6670 Wallach هو كويكب، يقع ضمن حزام الكويكبات. اكتشف في 4 يونيو 1994. وقد اكتشفه كارولين إس شوميكر.، و، ووقد اكتشفه دايفيد لافي.

## روابط خارجية
- 6670 Wallach في قاعدة بيانات مختبر الدفع النفاث لأجرام النظام الشمسي الصغيرة

- الاكتشاف · مخطط المدار ·  العناصر المدارية · المعلمات المادية

- 6670 Wallach على موقع ويكي سكاي: DSS2, SDSS, GALEX, IRAS, Hydrogen α, X-Ray, Astrophoto, Sky Map, Articles and images